# Bishop's Cleeve
Bishop's Cleeve è un villaggio e parrocchia civile dell'Inghilterra, appartenente alla contea del Gloucestershire.